# 森谷敏夫
森谷 敏夫（もりたに としお、1950年 - ）は、日本のスポーツ医学者。京都大学名誉教授。炭水化物を摂取してやせる京大式ダイエット提唱者。

## 人物・経歴
兵庫県生まれ。1973年中京大学体育学部卒業。1980年南カリフォルニア大学大学院博士課程修了、Ph.D.。京都大学教養部助教授、カロリンスカ研究所国際研究員（スウェーデン政府給費留学）、モンタナ大学生命科学部客員教授等を経て、1992年京都大学大学院人間・環境学研究科助教授。2000年京都大学大学院人間・環境学研究科教授。2016年京都大学名誉教授。2017年京都産業大学現代社会学部健康スポーツ社会学科教授。日本テレビ系列世界一受けたい授業で、炭水化物を摂取してやせる京大式ダイエットを提唱した。

## 著書
- 『人は必ず太るしかし必ずやせられる』講談社 1999
- 『ボールエクササイズ：弾む健康づくり・フィットネスから福祉まで』（石井千恵と共著）金原出版 1999
- 『ビジネスマンのためのボディ・リストラクチャリング：現代人のためのカラダ再構築!』森永製菓健康事業部 2000
- 『からだと心の健康づくり：運動療法』中央労働災害防止協会 2001
- 『メタボにならない脳のつくり方』扶桑社新書 2008
- 『メタボリアン改造計画』（西村周三、武田和夫、坂根直樹と共著）日本放送出版協会 2009
- 『栄養と運動医科学』（伏木亨、樋口満、リチャード・ギャノン、永井成美と共著）建帛社 2010
- 『生活習慣病の面白健康科学：元気に生きるための食事と運動』国際高等研究所 2011
- 『京大の筋肉：キンニク先生64歳の肉体』ディジタルアーカイブズ 2015
- 『結局、炭水化物を食べればしっかりやせる!：これが「脂肪」を減らす本当のダイエット方法!』日本文芸社 2016
- 『やせられないのは自律神経が原因だった!』青春出版社 2017
- 『定年筋トレ：筋肉を鍛えれば脳も血管もよみがえる』（吉田直人と共著）ワニ・プラス 2018
- 『自律神経を知ってますか?：自律神経とは鍛えるものです』ディジタルアーカイブズ 2019
- 『京大の筋肉 2』ディジタルアーカイブズ 2018
- 『おサボり筋トレ』毎日新聞出版 2019
- 『京大の筋肉 3』ディジタルアーカイブズ 2020
- 『Dr. 森谷敏夫の年をとったらなまけものでいいやん：熟年筋トレならEMS：京大の筋肉SP』ディジタルアーカイブズ 2021

### 編著
- 『健康づくり指導者のための高齢者向け運動指導』（沢井史穂と共編著）日本エアロビックフィットネス協会 1997
- 『運動と生体諸機能：適応と可逆性』ナップ 1999
- 『高齢者向け運動指導：健康づくり指導者のための』（沢井史穂と共編著）日本エアロビックフィットネス協会 2002

### 編書
- 『スポーツ生理学』（根本勇と共編）朝倉書店 1994

### 監修
- 『ウイダー・フィットネス・バイブル：フィットネス指導デザイン・マニュアル』森永製菓健康事業部森永スポーツ&フィットネスリサーチセンター 2000
- 『自律神経を鍛えればあなたも必ずやせられる』講談社 2001
- 『カレーダイエット』アスコム 2003
- 『NSCAパーソナルトレーナーのための基礎知識』NSCAジャパン 2013

### 監訳
- チャールズ・T・レオナルド著『ヒトの動きの神経科学』市村出版 2002